# بطولة العالم للدراجات على المضمار 1992
بطولة العالم للدراجات على المضمار 1992 هي الدورة ال89 من بطولة العالم للدراجات على المضمار، أجريت في بلنسية، إسبانيا.

## النتائج النهائية
| المسابقة                                      | ذهبية                                        | فضية                                        | برونزية                             |
| --------------------------------------------- | -------------------------------------------- | ------------------------------------------- | ----------------------------------- |
| الرجال                                        |                                              |                                             |                                     |
| السرعة الفردية                                | مايكل هوبنر (GER)                            | فريديريك ماغني (FRA)                        | Eric Schoefs (BEL)                  |
| سباق الكيلو متر ضد الساعة                     |                                              |                                             |                                     |
| سباق المطاردة الفردية                         | مايكل مكارثي (دراج) (الولايات المتحدة)       | شون والاس (المملكة المتحدة)                 | أرتوراس كاسبوتيس (ليتوانيا)         |
| سباق المطاردة الفرقية                         |                                              |                                             |                                     |
| السرعة الفردية للفرق                          |                                              |                                             |                                     |
| السرعة الفردية بالترادف (بالإنجليزية: tandem)‏ | إيطاليا · جيانلوكا كابيتانو · فيديريكو باريس | تشيكوسلوفاكيا · Lubomir Hargas · بافل بوران | أستراليا · أنتوني بيدين · ديفيد ديو |
| السباق الأمريكي (ماديسون)                     |                                              |                                             |                                     |
| سباق مطاردة الدراجة النارية للهواة            | Carsten Podlesch (GER)                       | Roland Königshofer (AUT)                    | ديفيد سولاري (ITA)                  |
| سباق مطاردة الدراجة النارية للمحترفين         | بيتر ستيغر (SUI)                             | Jens Veggerby (DEN)                         | Antonio Fanelli (ITA)               |
| الكيرين                                       | مايكل هوبنر (GER)                            | ستيفن بات (AUS)                             | فريديريك ماغني (FRA)                |
| سباق النقاط                                   | برونو ريسي (SUI)                             | Jonas Romanovas (LTU)                       | Juan Esteban Curuchet (ARG)         |
| السيدات                                       |                                              |                                             |                                     |
| السرعة الفردية                                |                                              |                                             |                                     |
| سباق 500 متر ضد الساعة                        |                                              |                                             |                                     |
| سباق المطاردة الفردية                         |                                              |                                             |                                     |
| سباق النقاط                                   | إنغريد هارينغا (NED)                         | باربرا غانز (SUI)                           | Janie Eickhoff (USA)                |